# 마름섬유체
마름섬유체(trapezoid body, 능형체. 배쪽청각줄, ventral acoustic stria, 복측 청각 선조)는 달팽이관 핵(구체적으로 앞달팽이핵)에서 나오는 축삭 중 일부가 상올리브 핵으로 이동하기 전에 반대쪽으로 교차하는 청각 경로의 일부이다. 이는 소리의 위치 파악에 도움이 되는 것으로 여겨진다.
마름섬유체는 꼬리 다리뇌(caudal pons), 더 구체적으로는 다리뇌 뒤판(pontine tegmentum)에 위치한다. 이는 다리뇌핵(pontine nuclei)과 안쪽섬유띠(medial lemniscus, 내측섬유대) 사이에 위치한다. 달팽이관 핵의 신경은 마름섬유체를 통과하여 상올리브핵으로 진행한 후 가쪽섬유띠(lateral lemniscus, 외측섬유대), 아래둔덕, 내측 슬상체를 거쳐 최종적으로 일차 청각 피질에 도달한다.

## 같이 보기
- 위올리브복합체
- 뒤판